# Rijksheerlijkheid Olbrück

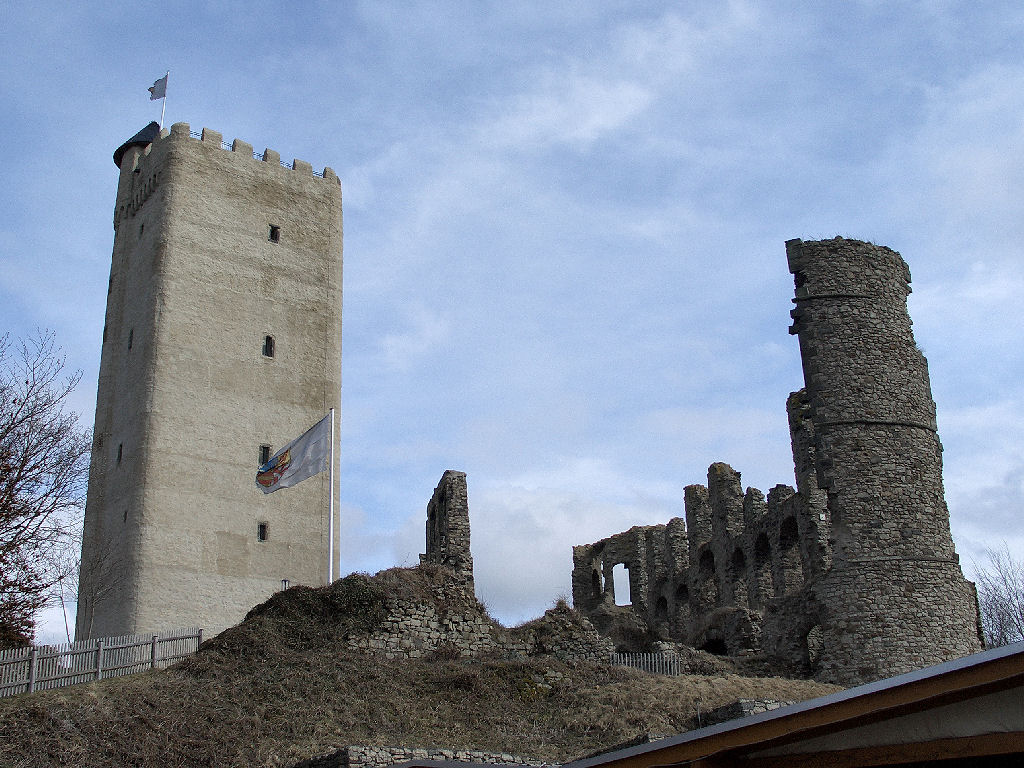
Burg Olbrück

Olbrück was een tot de Boven-Rijnse Kreits behorende rijksheerlijkheid binnen het Heilige Roomse Rijk.
De burcht Olbrück bij Ahrweiler ten westen van Andernach werd vermoedelijk omstreeks 1000 door de graven van Wied gebouwd. In 1190 dragen de graven de burcht als leen op aan de aartsbisschop van Keulen. Na het uitsterven van de graven van Wied in 1244 werd het een 'Ganerbschaft': een gemeenschappelijk bezit van verschillende adellijke families. Taltijke families waren deelgenoot, onder andere Braunsberg, Eich en Waldbott von Bassenheim.
De laatste familie krijgt in 1555 een aandeel. Dit als gevolg van het huwelijk in 1477 van Otto II Wadbott met Appolonia, erfdochter van de laatste burggraaf van Drachenfels.
In 1652/1711 komt ook de heerlijkheid Pyrmont aan de familie Waldbott.
Op 23 mei 1720 wordt de familie door de keizer in de gravenstand verheven. In 1735 weet de familie Wadbott von Bassenheim een eind te maken aan de Ganerbschaft, waarna de heerlijkheid verdeeld wordt tussen de linies Bassenheim en Bornheim.
De heerlijkheid bestond uit ongeveer 10 dorpen en werd in 1797 door Frankrijk ingelijfd. De familie wordt schadeloos gesteld in de Reichsdeputationshauptschluss van 25 februari 1803. In paragraaf 24 krijgt de graaf van Bassenheim voor het verlies van Pyrmont en Olbrück de abdij Heggbach (met uitzondering van de plaatsen Mietingen en Sullmingen.
Lang heeft de graaf geen plezier gehad van zijn nieuwe graafschap, want artikel 24 van de Rijnbondakte van 12 juli 1806 stelt het onder de soevereiniteit van het koninkrijk Württemberg: de mediatisering.
In 1815 deelt het Congres van Wenen Olbrück toe aan het koninkrijk Pruisen.

## Regenten
| regering  | naam               | geboren   | overleden | familie |
| --------- | ------------------ | --------- | --------- | ------- |
| 1667-1729 | Kasimir Ferdinand  | 1642      | 6-11-1729 |         |
| 1667-1720 | Frans Emmerich     | 1648      | 9-10-1720 | broer   |
| 1729-1731 | Rudolf Johan       | 1680/6    | 29-1-1731 | zoon    |
| 1731-1797 | Johan Maria Rudolf | 29-6-1731 | 15-2-1805 | zoon    |